# Назарак Юліан
Юліан Назарак (1893, с. Черкавщина, нині Чортківський район — 16 вересня 1916, Галичина або Волинь, на фронті) — український поет, військовик, хорунжий Легіону Українських січових стрільців.

## Життєпис
Народився в 1893 році в селі Черкавщина тодішнього Чортківського повіту Королівства Галичини та Володимирії Австро-Угорської імперії (нині Чортківського району Тернопільської області, Україна) у селянській родині.
Змалку навчився читати і любив малювати. Парох сусіднього села о. Мар'ян Крушельницький звернув на нього увагу, порадив учитися. За підтримки пароха хлопець навчався в Станиславівській українській гімназії (нині — м. Івано-Франківськ), після успішного закінчення якої вступив до Краківської академії мистецтв. Будучи студентом, цікавився життям Галичини.
Брав активну участь у стрілецькому мистецькому товаристві «Артистична горстка», а також грав в аматорському театрі.
Одним із перших відгукнувся на заклик Головної української ради — представника інтересів українського народу в Австро-Угорщині — до створення військового формування для боротьби за волю України. У складі Українських січових стрільців (УСС) вирушив на фронт, у Карпатах отримав бойове хрещення. У Бескидах він написав пісню, що пізніше стала закликом до бою:
Хлопці, алярм! Гей, ставаймо!

Вже найвищий час!

Наступають на три шляхи

Москалі на нас. 
Першим і важливим успіхом Легіону була битва на горі Маківці, де вояки УСС втратили 42-х убитими, 76 пораненими (зокрема, десятник Юліан Назарак) і 35 полоненими. Після одужання був активним учасником «Пресової квартири», що об'єднувала у своїх рядах людей з літературно-мистецьким хистом, організовувала і спрямовувала духовне, культурне та творче життя Легіону.
Нагороджений двома медалями за хоробрість.
Загинув у бою на фронті в 1916 році: за одними даними, над річкою Стрипою, за іншими — на Волині.

## Вшанування
24 серпня 2014 року в рідному селі відкрито та освячено пам'ятник Юліанові Назараку.

### Доробок
- гумористична стрілецька опера «Штурм на полукіпки»
- пісні, мелодію до яких склав диригент духового оркестру підхорунжий, уродженець Заліщиків Михайло Гайворонський
  - «Слава, слава, отамане»,
  - «Нема в світі кращих хлопців»,
  - «Ми до штурму багнети наложім» та інші
- низка художніх полотен, серед них — картина на тему боїв під Семиківцями, що над річкою Стрипа.
- долучився до створення портретної галереї січових стрільців[2] та разом з митцями «Артистичної горстки» (Осип Курилас, Юліан Буцманюк, Лев Гец) публікували свої портрети, шаржі та карикатури у стрілецьких часописах «Шлях», «Український самоохотник», «Червона калина» та «Бомба»[3].

1915 року портрет Юліана Назарака намалював художник Юліан Буцманюк.